# How to Measure a Planet?
How To Measure a Planet? – piąty album studyjny holenderskiego zespołu muzycznego The Gathering. Wydawnictwo ukazało się 9 grudnia 1998 roku nakładem wytwórni muzycznej Century Media Records. Album został zarejestrowany w studiach nagraniowych Bauwhaus w Amsterdamie i Wisseloord w Hilversum. Miksowanie zostało wykonane w studiu Bauwhaus w Amsterdamie natomiast mastering odbył się w Abbey Road Studios w Londynie.

## Lista utworów
CD 1
1. "Frail (You Might as Well Be Me)" (sł. Anneke van Giersbergen, muz. Frank Boeijen, René Rutten) – 5:04
2. "Great Ocean Road" (sł. Anneke van Giersbergen, muz. Hugo Prinsen Geerligs, René Rutten) – 6:19
3. "Rescue Me" (sł. Anneke van Giersbergen, muz. René Rutten) – 6:22
4. "My Electricity" (sł. Anneke van Giersbergen, muz. Anneke van Giersbergen) – 3:32
5. "Liberty Bell" (sł. Anneke van Giersbergen, muz. René Rutten) – 6:01
6. "Red Is a Slow Colour" (sł. Anneke van Giersbergen, muz. René Rutten) – 6:26
7. "The Big Sleep" (sł. Anneke van Giersbergen, muz. Frank Boeijen) – 5:01
8. "Marooned" (sł. Anneke van Giersbergen, muz. René Rutten) – 5:56
9. "Travel" (sł. Anneke van Giersbergen, muz. Frank Boeijen, René Rutten) – 9:06

CD 2
1. "South American Ghost Ride" (sł. Anneke van Giersbergen, muz. Frank Boeijen) – 4:25
2. "Illuminating" (sł. Anneke van Giersbergen, muz. Frank Boeijen) – 5:41
3. "Locked Away" (sł. Anneke van Giersbergen, muz. Anneke van Giersbergen) – 3:24
4. "Probably Built in the Fifties" (sł. Anneke van Giersbergen, muz. René Rutten) – 7:26
5. "How to Measure a Planet?" (sł. Anneke van Giersbergen, muz. Hugo Prinsen Geerligs, René Rutten) – 28:33

## Twórcy
- Anneke van Giersbergen - śpiew, gitara
- Hugo Prinsen Geerligs - gitara basowa
- Hans Rutten - perkusja
- René Rutten - gitara, theremin
- Frank Boeijen - instrumenty klawiszowe
- Chris Blair - mastering
- Attie Bauw - produkcja, inżynieria dźwięku, miksowanie, programowanie, aranżacje
- Carsten Drescher - oprawa graficzna
- Jack Tillmanns - zdjęcia

## Listy sprzedaży
| Lista   | Kraj     | Pozycja |
| ------- | -------- | ------- |
| Top 100 | Holandia | 45      |